# Martin Schongauer
Martin Schongauer, Schöngauer (ur. ok. 1435 w Colmarze lub w Augsburgu, zm. 2 lutego 1491 w Breisach am Rhein), niemiecki malarz i rytownik, przedstawiciel szkoły górnoreńskiej.
W malarstwie pozostawał pod wpływem Rogiera van der Weydena; najbardziej znanym dziełem była Madonna wśród róż (1473), wykonana dla kościoła św. Marcina w Kolmar. Inne prace Schongauera znajdują się w Colmarze, Wiedniu, Monachium i Berlinie.
Był jednym z pierwszych rytowników niemieckich. Do dziś zachowało się 116 sygnowanych rycin, charakteryzujących się delikatną kreską, czystym wykończeniem i wysokim zmysłem dekoracyjnym. Jego młodszy brat Ludwig również był malarzem.

## Przypisywane prace

Obrazy
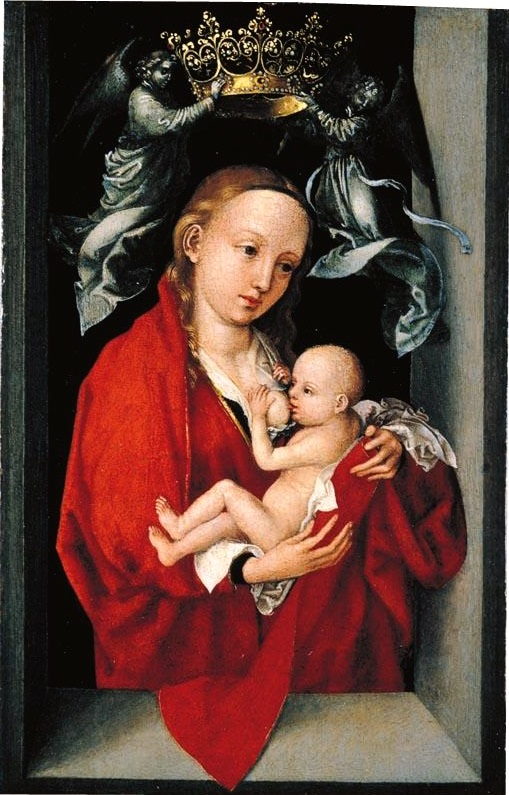
Madonna, Angel and Child
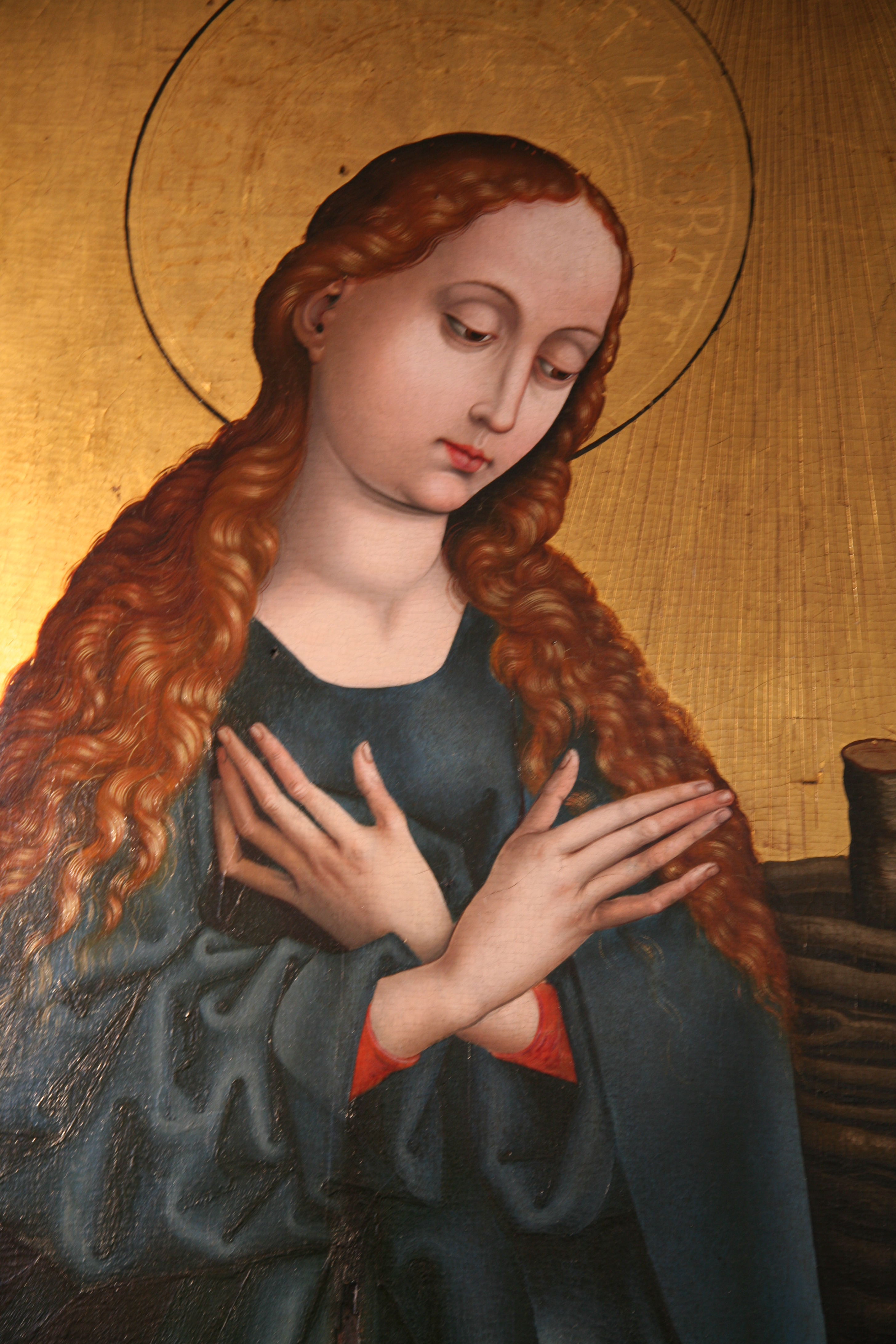
Mary, detai, Orlier altarpiece
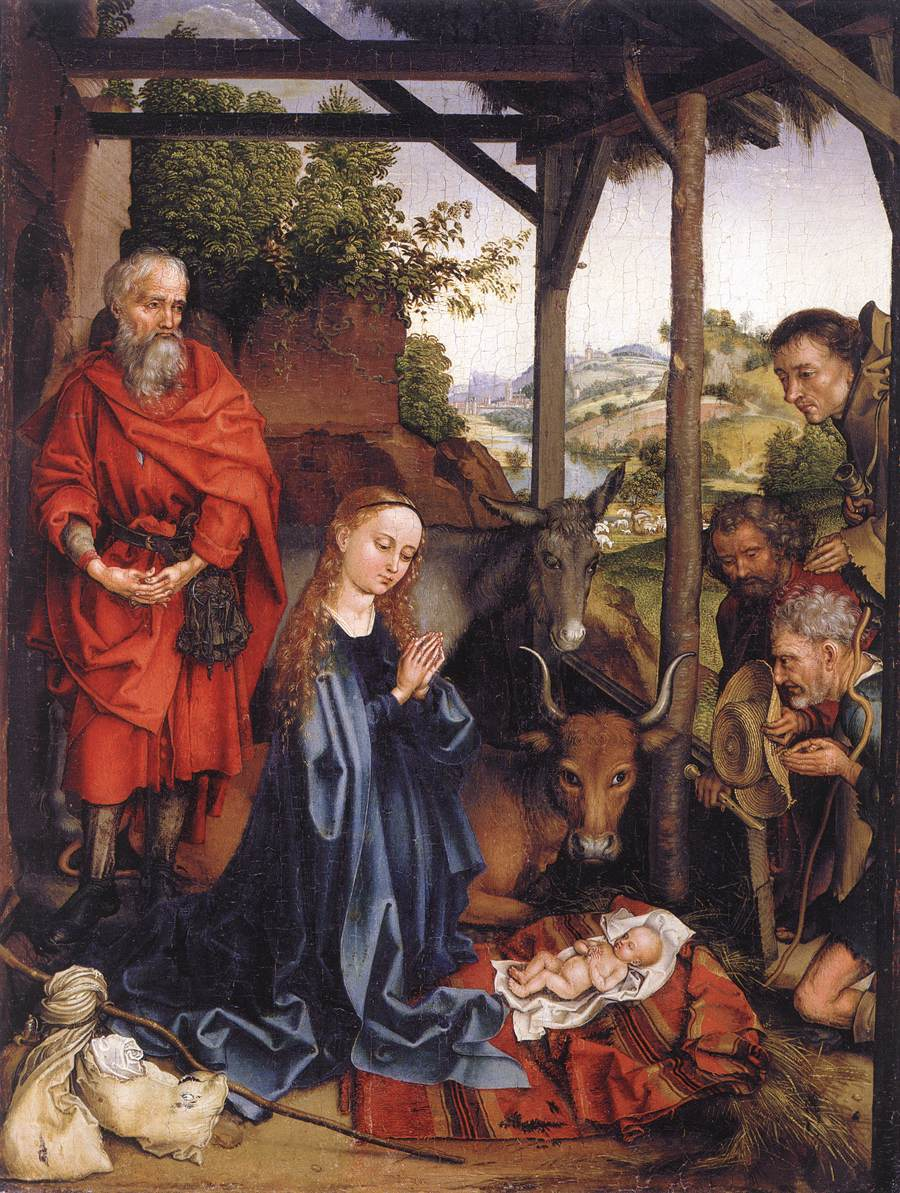
Adoration by the Shepherds
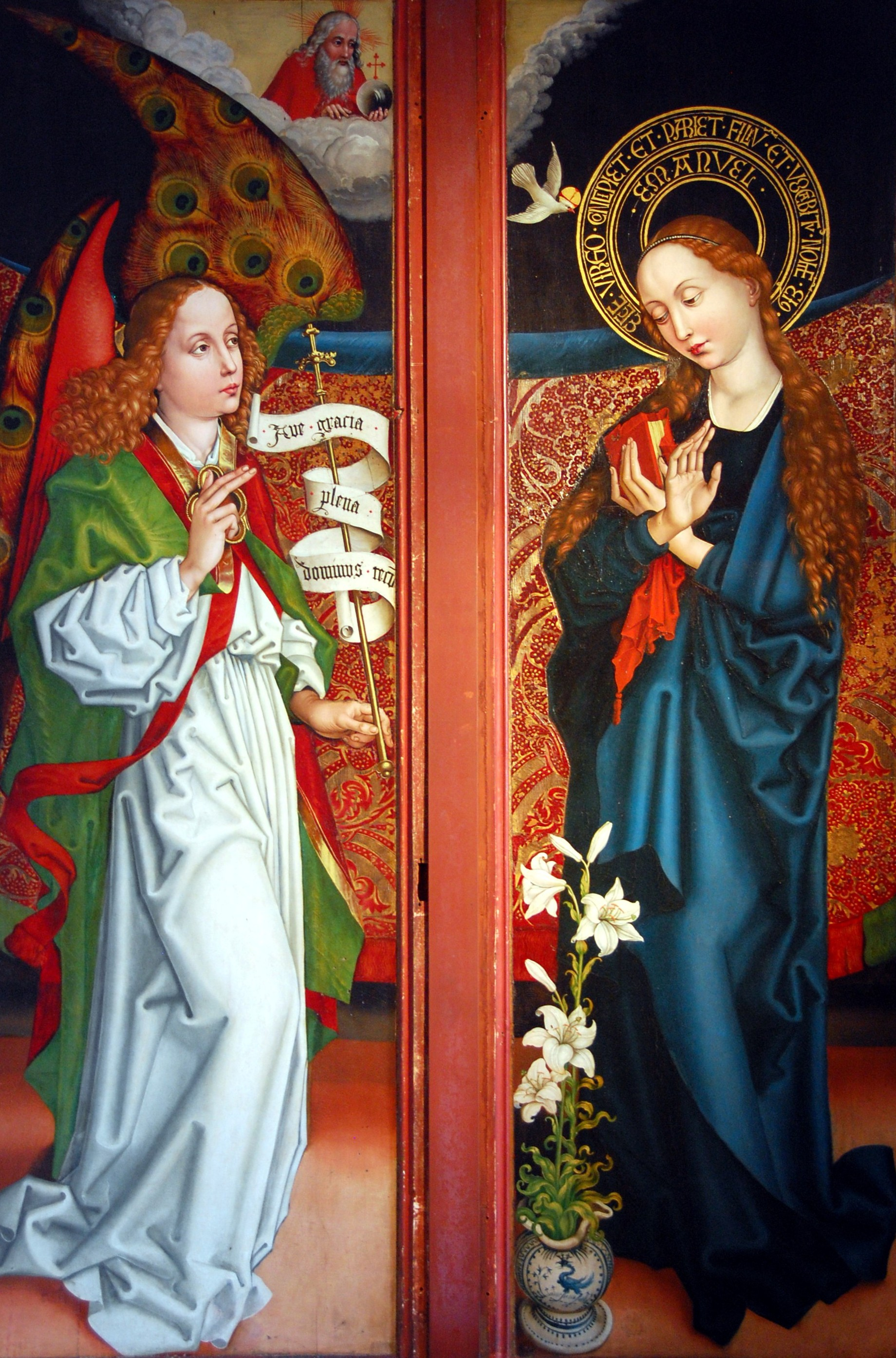
Orlier altarpiece
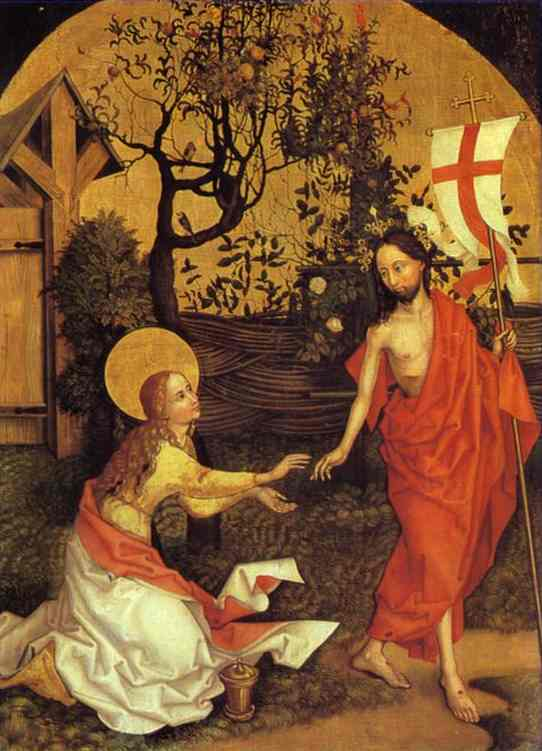
Noli me tangere (detail)
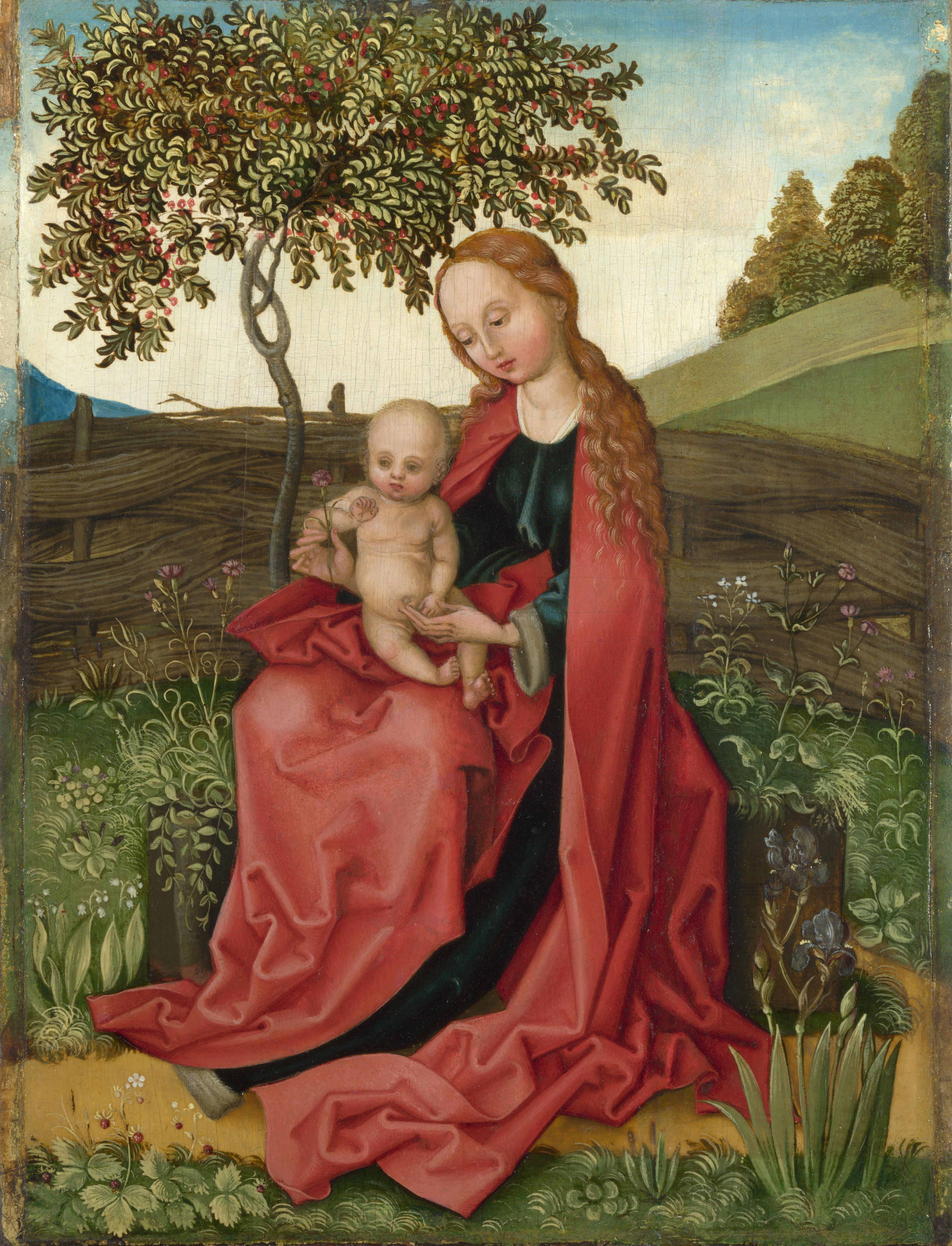
The Virgin and Child in a Garden
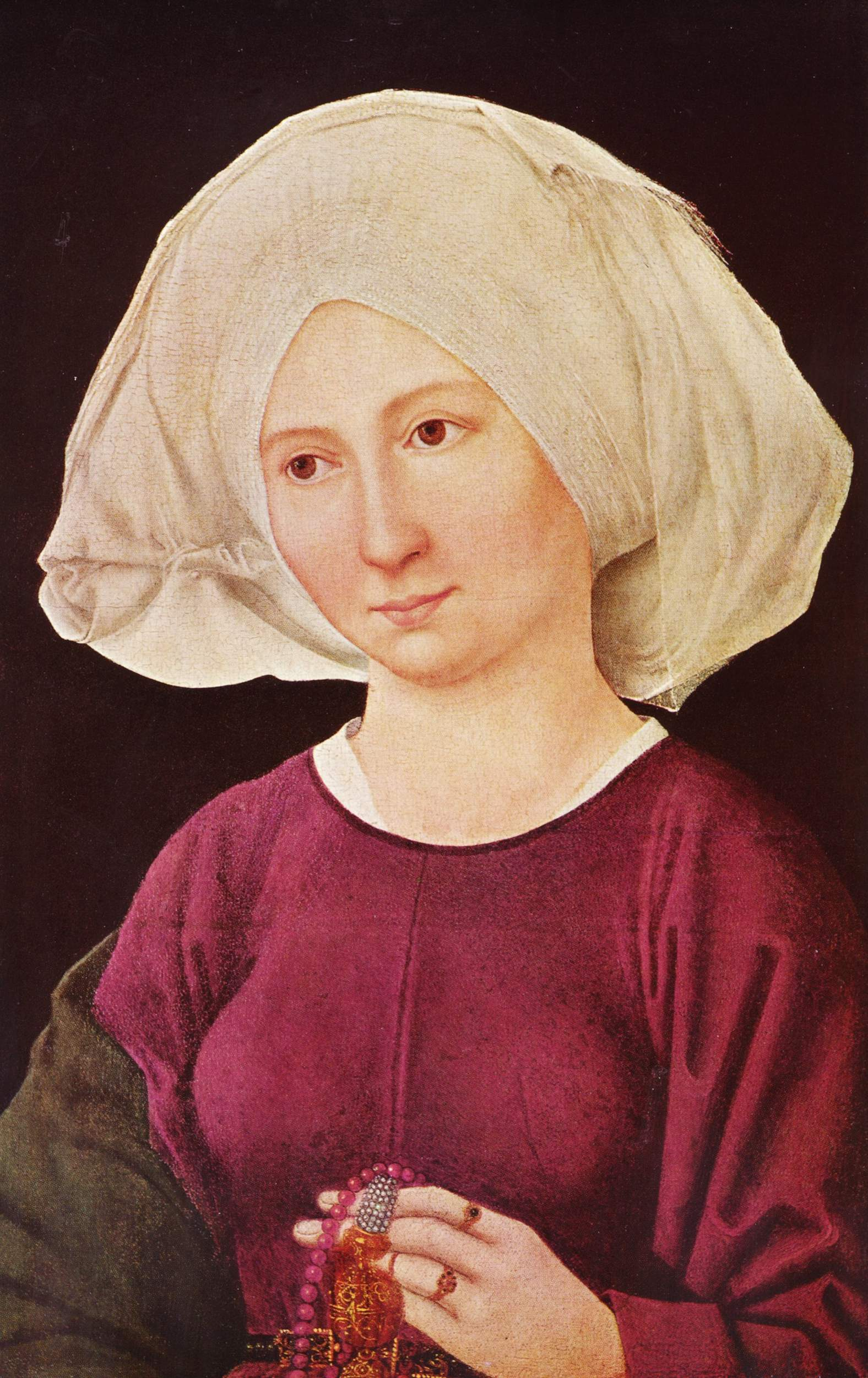
Portrait of a young woman, c. 1478

Grafiki
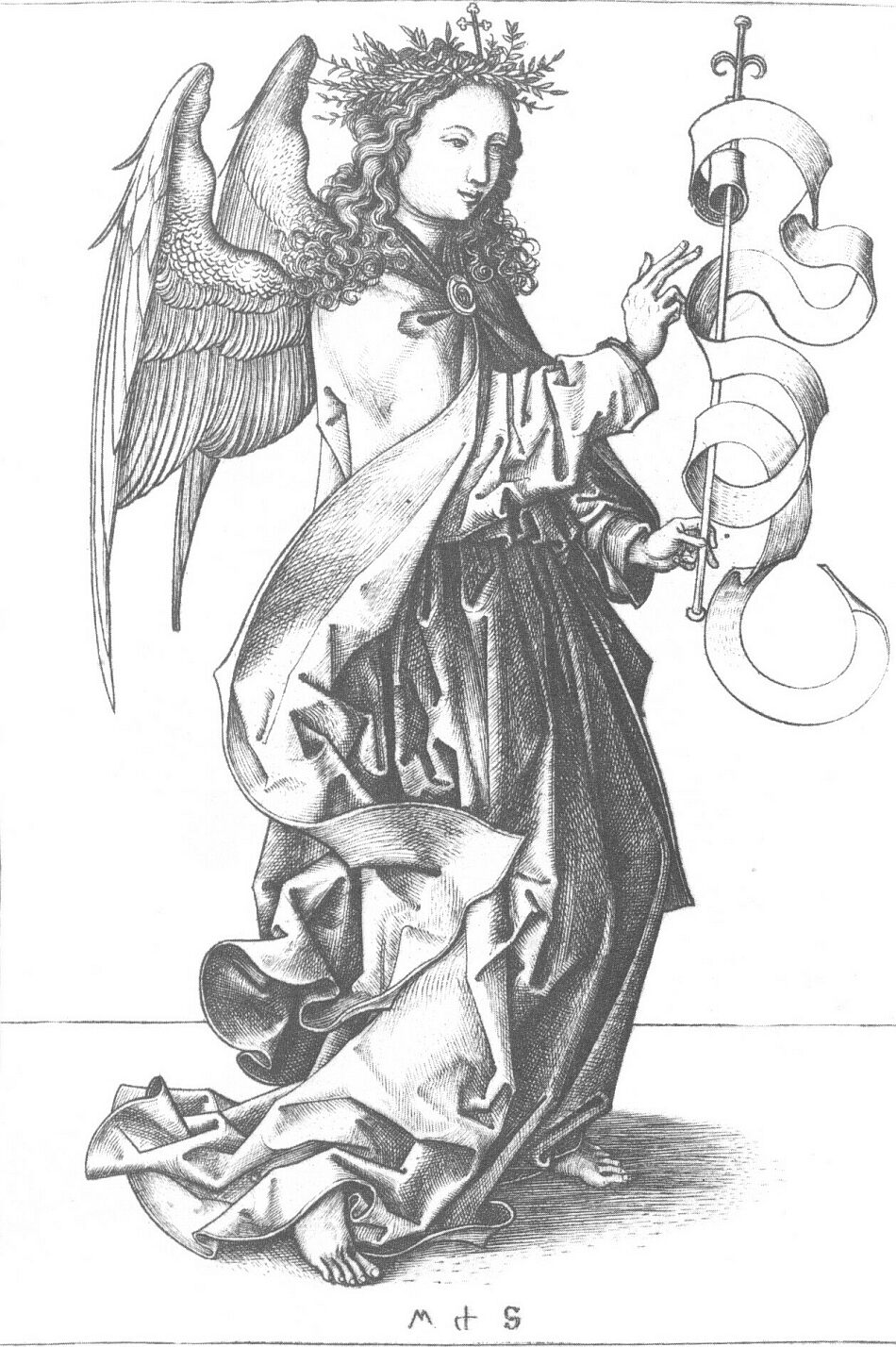
Angel of annunciation
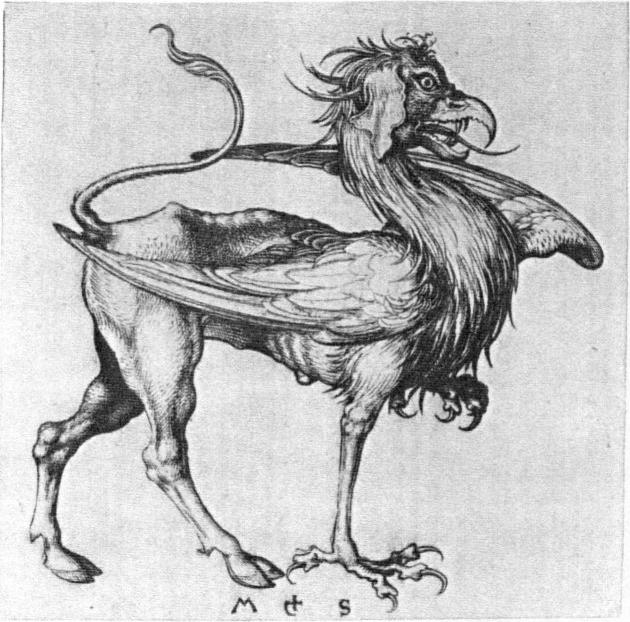
Griffin
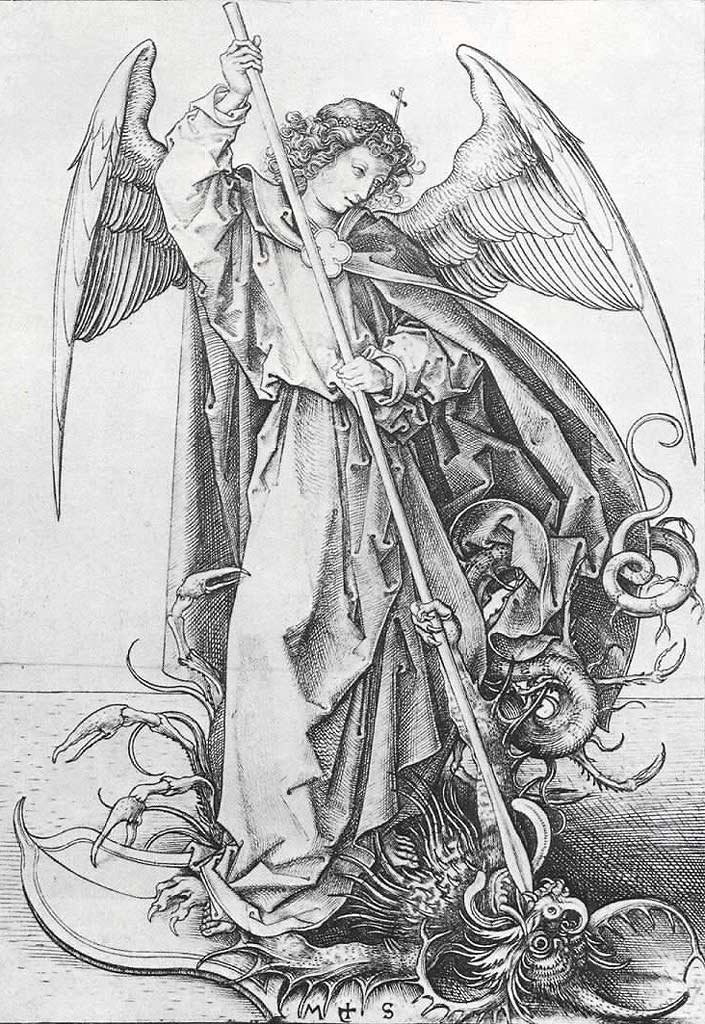
St.Michael
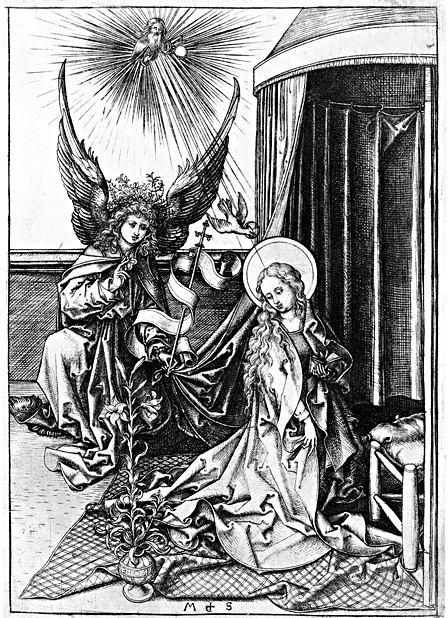
Annunciation
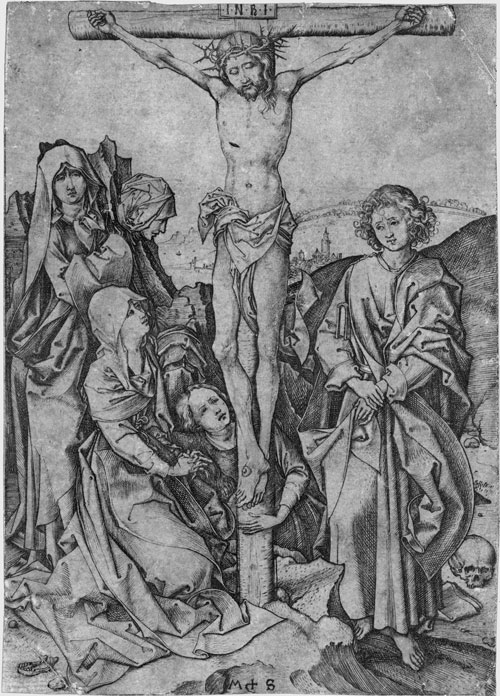
Crucifixion by Schongauer.
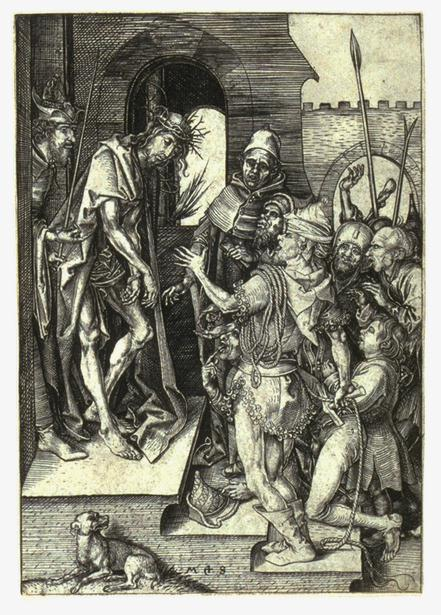
Ecce Homo, engraving from the Passion series by Martin Schongauer
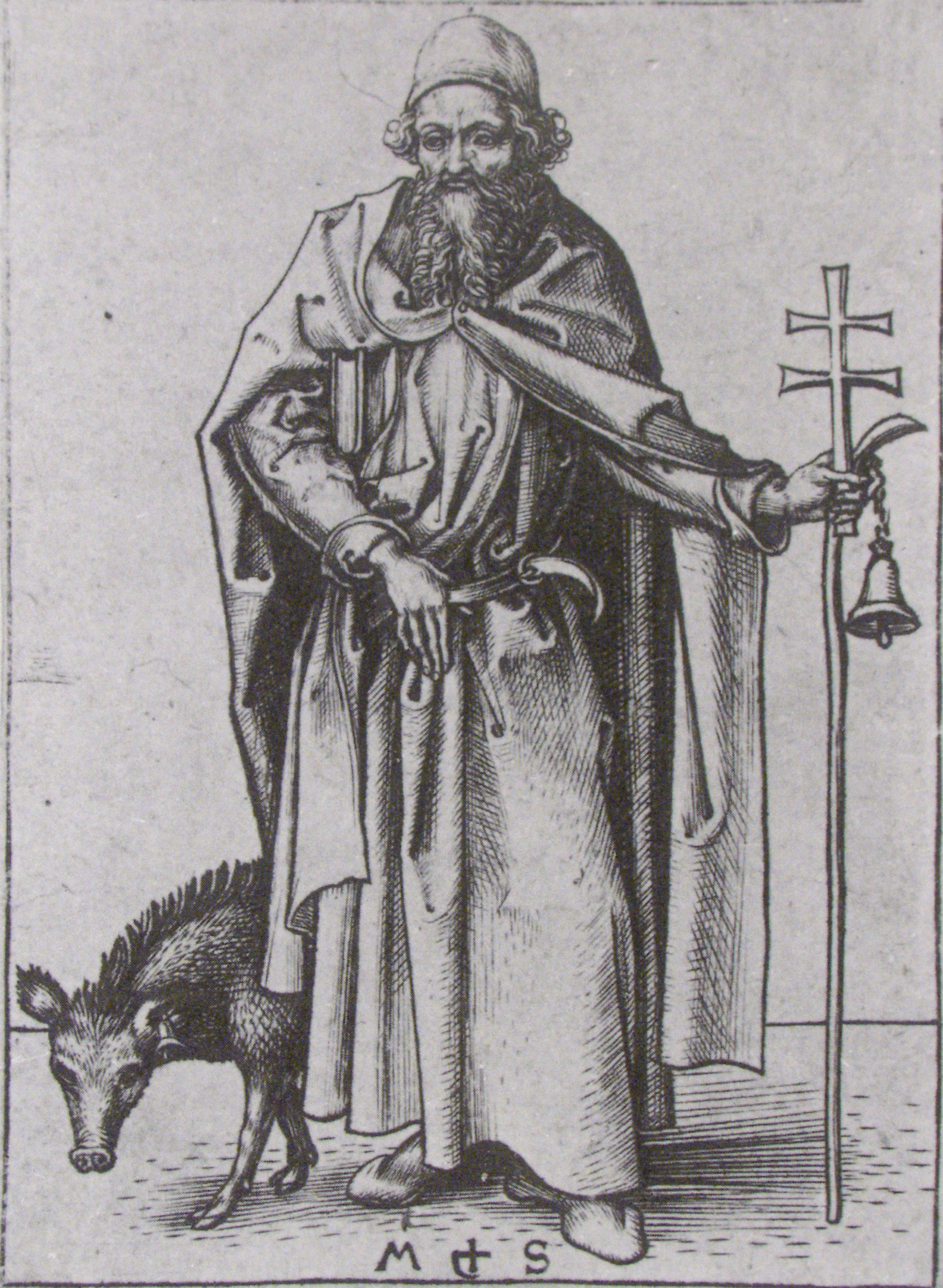
St. Anthony
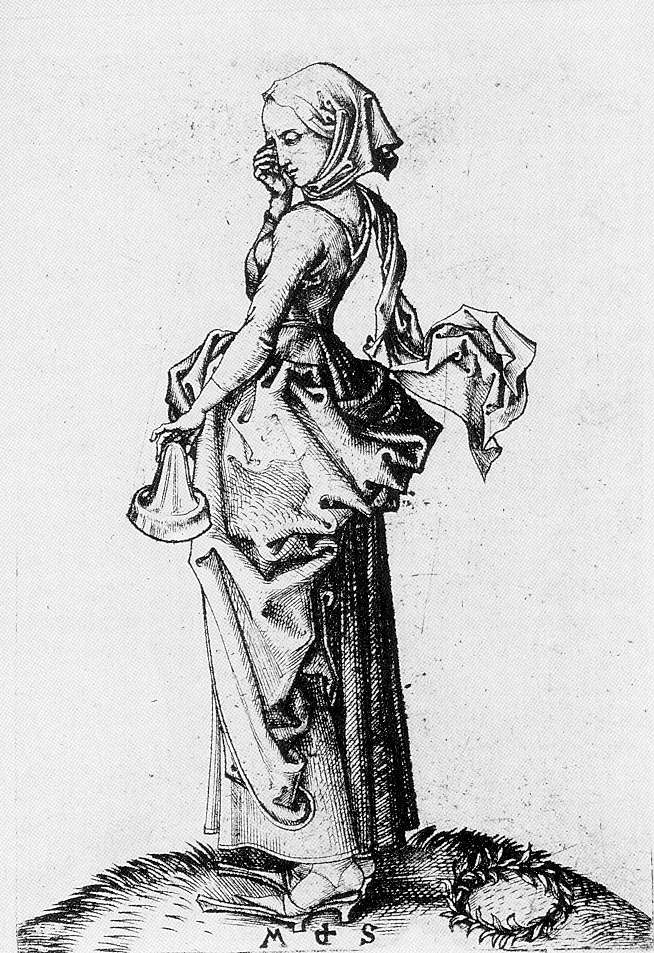
The Fifth Foolish Virgin
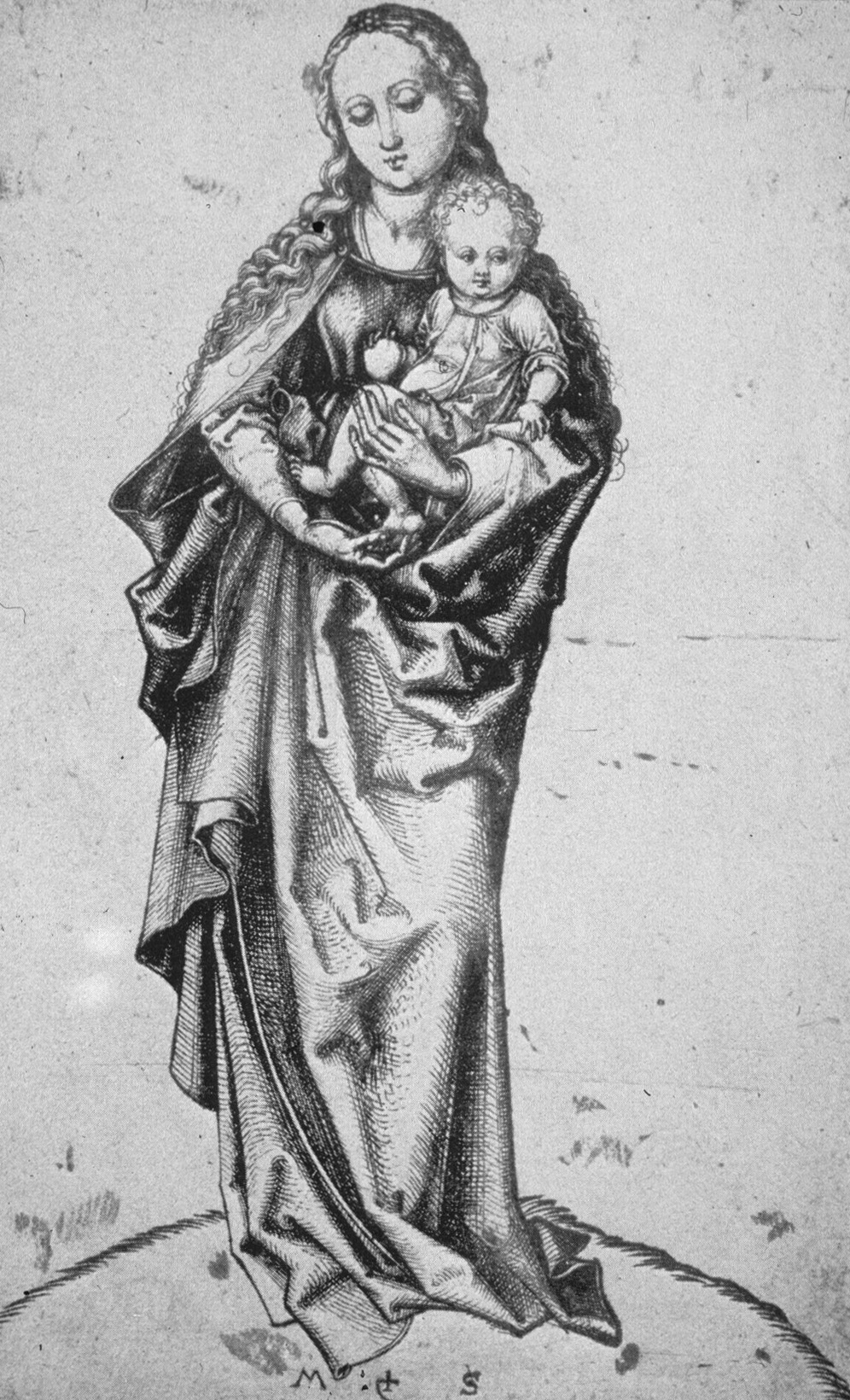
Standing Madonna with apple
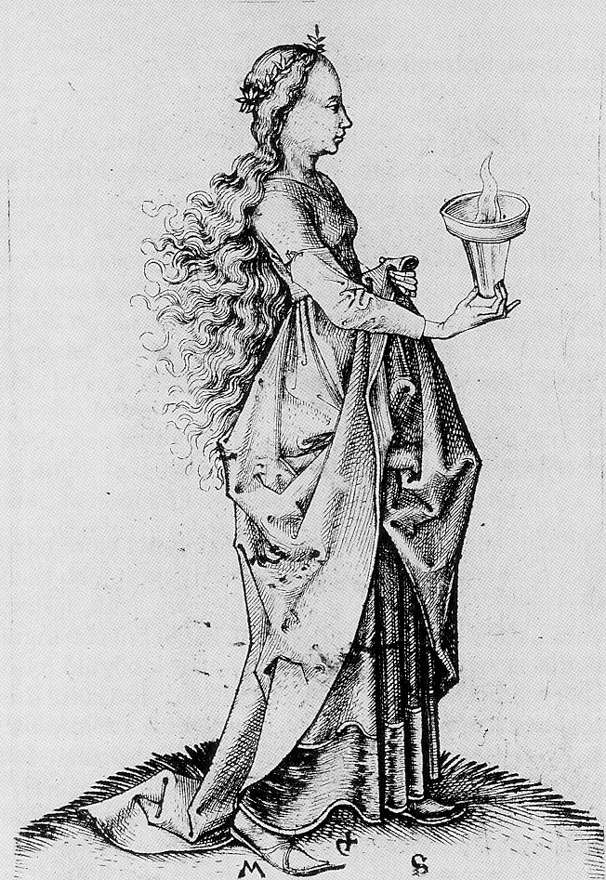
The Fifth Wise Virgin
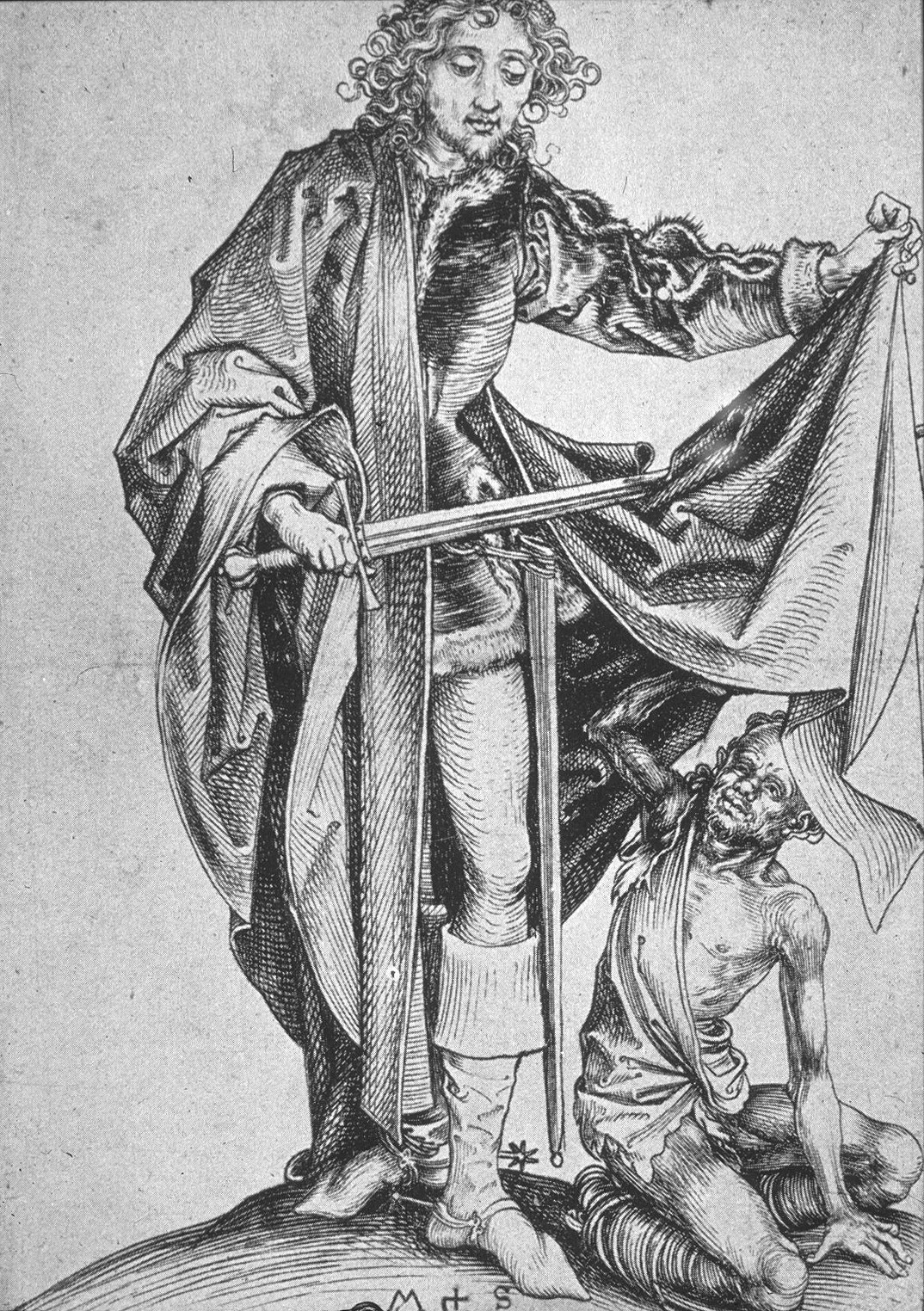
St. Martin
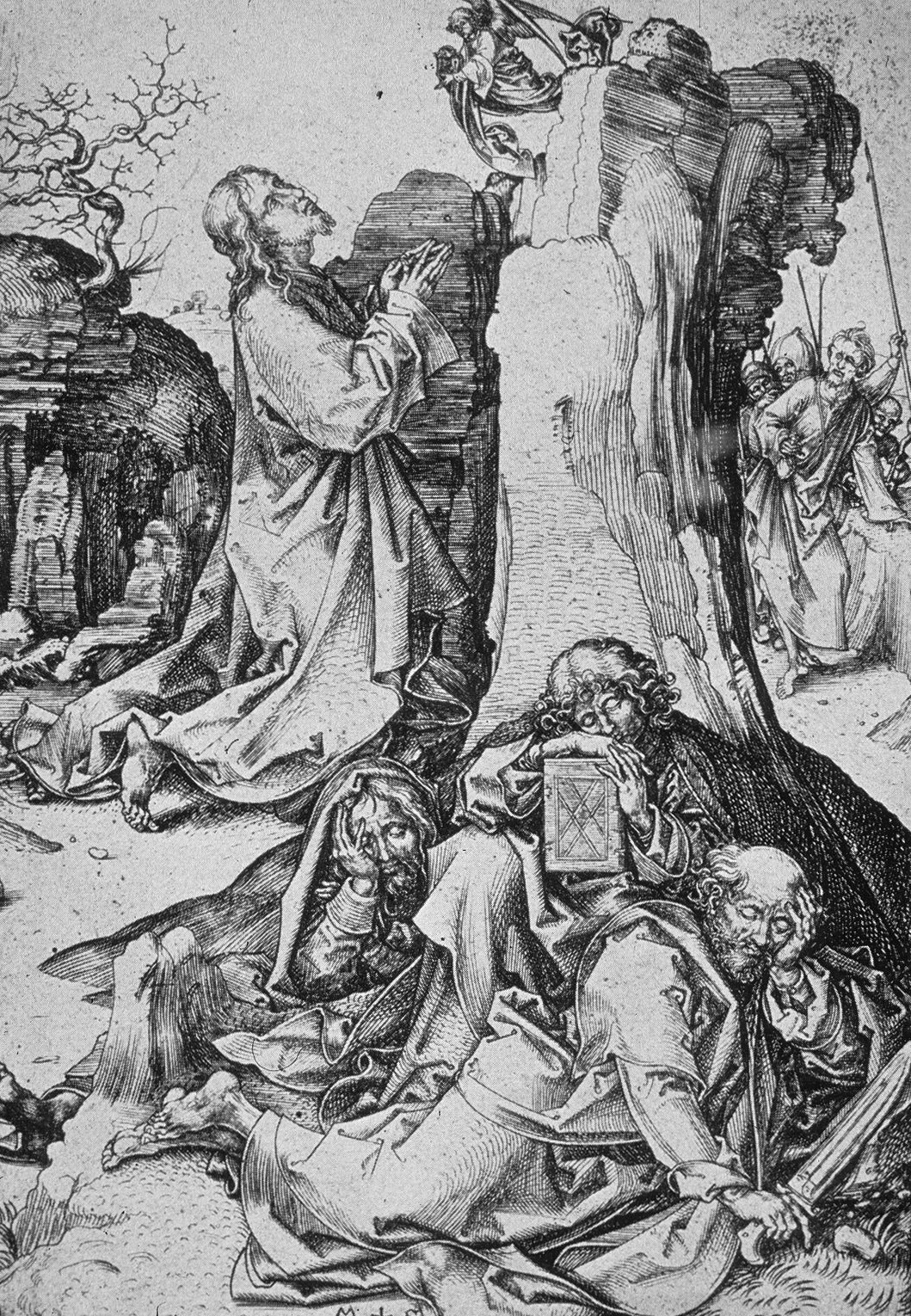
Christus at the Olive Mountain
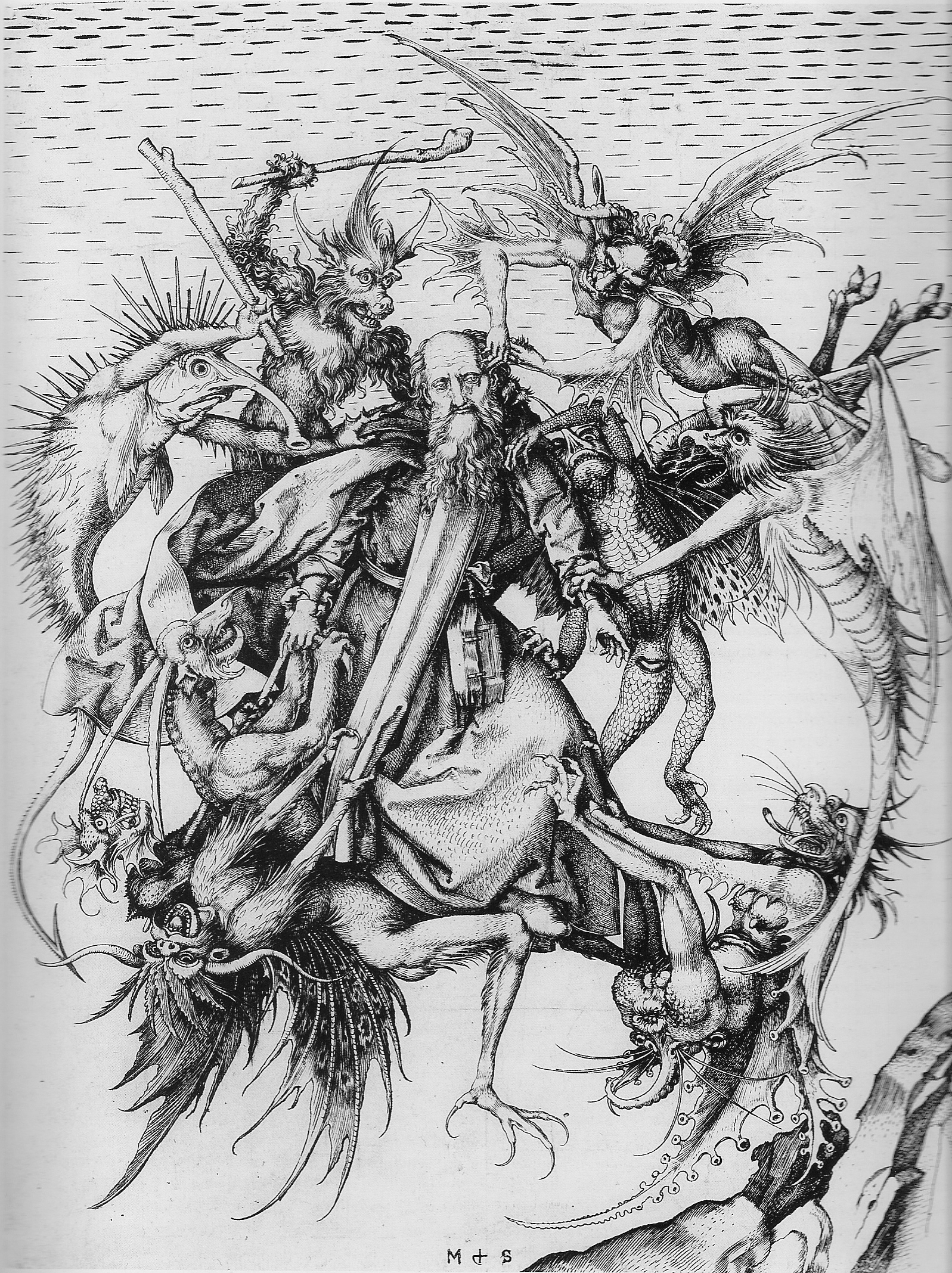
File:Schongauer, Martin - St Antonius - hi res.jpg
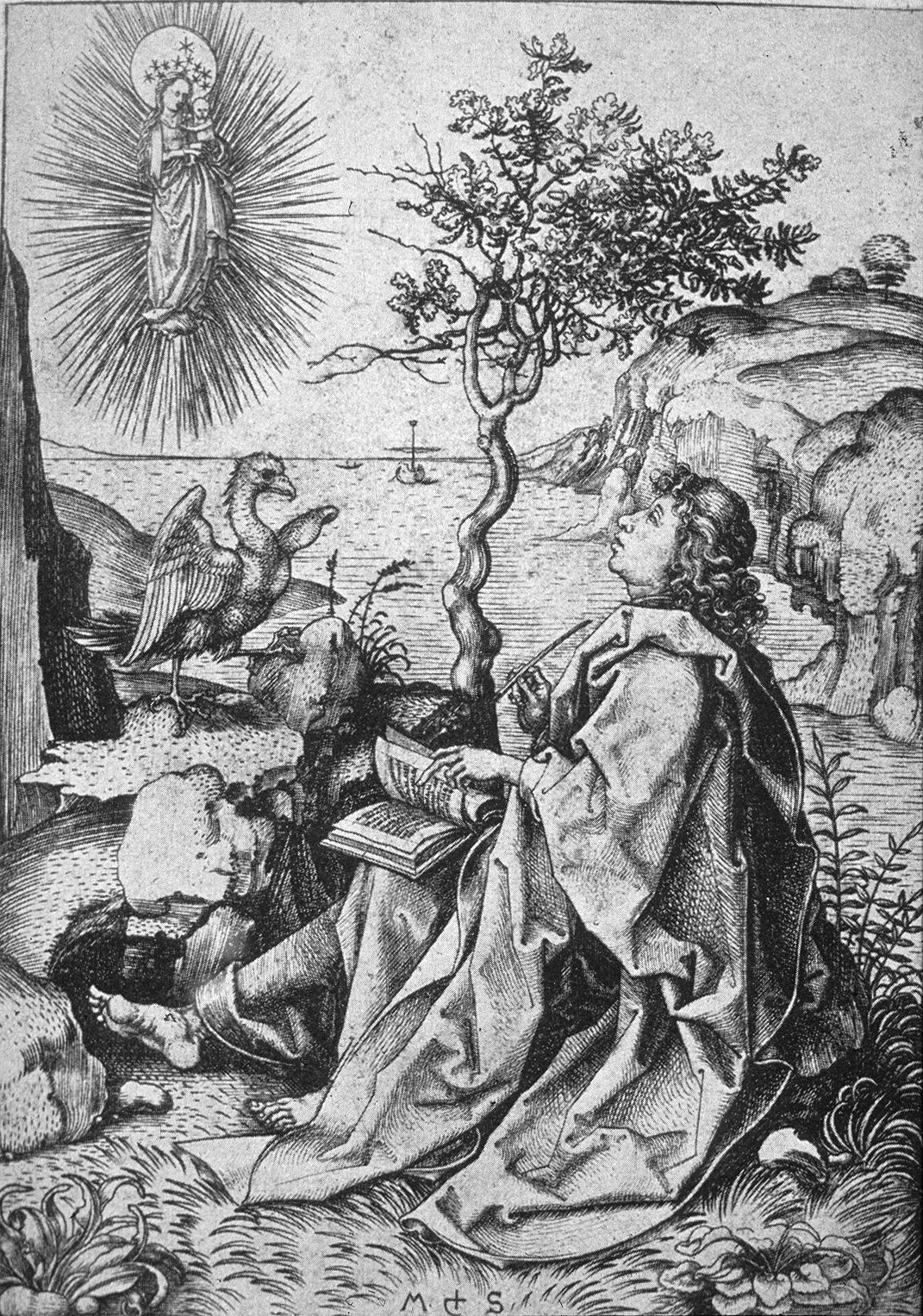
John of Patmos
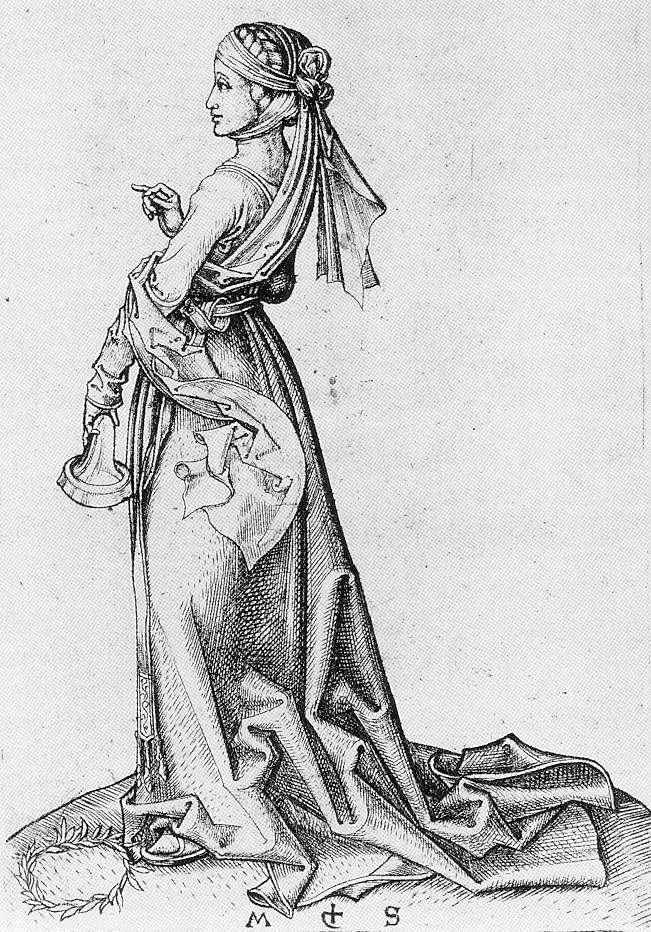
The First Foolish Virgin